# Reiko Aylesworth
Reiko Aylesworth, född 9 december 1972 i Chicago, Illinois i USA, är en amerikansk skådespelare. Aylesworth spelar Michelle Dessler i TV-serien 24. Reiko har även haft en roll i filmen Man on the Moon. 2008 medverkade hon i filmen Alien vs Predator 2.